# Dragoș Soare
Dragoș Soare (n. 2 mai 1981, Slobozia, Ialomița, România) este un politician român, actualmente în funcția de primar al municipiul Slobozia.

## Cariera profesională
Dragoș Soare a fondat propria sa firmă, în anul 2008. În perioada 2012-2013 a început să conducă firma de pesticide Sanagro.

## Cariera politică
În perioada 2004-2008, Dragoș Soare a ocupat funcția de șef al unui cabinet parlamentar. La alegerile europarlamentare din 2019, a candidat din partea Partidului Național Liberal pentru funcția de europarlamentar, dar nu a fost ales. Formațiunea politică a obținut 27%, însemnând 10 mandate, în timp ce Soare era în listă pe poziția a 22-a. În august 2020, acesta și-a anunțat candidatura pentru funcția de primar al municipiului Slobozia, tot din partea PNL. Tot în aceeași lună, PNL și USR PLUS au ajuns la un acord pentru o alianță politică locală, alianța USR PLUS susținându-l pe Soare în funcția de primar al Sloboziei, sub deviza Uniți pentru Slobozia. Alianța locală nu a inclus o candidatură comună pentru Consiliul Județean Ialomița, nici pentru președintele CJ și nici pentru consiliul județean, dar nici pentru Consiliul Local al Municipiului Slobozia. Pe data de 27 septembrie 2020, în cadrul alegerilor locale, Dragoș Soare a câștigat funcția de primar al municipiului Slobozia, la doar 112 de candidatul PSD, Alexandru Potor, marcând astfel prima victorie a PNL la Slobozia, de după 1989. Ulterior, acesta a depus jurământul la sfârșitul lunii octombrie 2020, în prezența prim-ministrului de atunci, Ludovic Orban.